# Disney's Hotel Cheyenne
Disney's Hotel Cheyenne is een van de zeven hotels gelegen in Disneyland Paris.
Het hotel heeft als thema het Wilde Westen wat overal in het hotel tot uiting komt. Zo staan op de gevels van de veertien gebouwen waarin het hotel verdeeld is de namen van bekende personen uit het Wilde Westen zoals Annie Oakley, Billy the Kid en Sitting Bull. Verder komt de thematiek tot uiting in de decoratie (huifkarren, een fort, tipi's, hoefijzers et cetera).
De parken en Disney Village zijn te voet te bereiken of met de speciale gele bussen die om de tien minuten rijden. Als men lopend gaat, volgt men de Rio Grande, een rivier tussen Hotel Cheyenne en Disney's Hotel Santa Fé.

## Thema
In dit voordeelhotel waant men zich in een Hollywood Western. Gasten bevinden zich in het hart van het Wilde Westen met de bijhorende unieke Westernsfeer. In de kamers vindt men een lamp in de vorm van een cowboylaars en een hoefijzer op de deur.

## Kamers
In het hotel zijn 1000 kamers. Standaardkamers zijn 21 m² groot. De kamers hebben een Toy Story thema.

### Kamertypes
Sinds de renovatie in 2017 werd de naamgeving van de kamertypes gewijzigd. Tijdens de gefaseerde renovatie werd de naam Texas kamer gebruikt voor reeds gerenoveerde kamers.
- Woody's Roundup standaardkamer: 565 kamers.
- Woody's Roundup standaardkamer – rivierzijde: 120 kamers bieden de rust van de Rio Grande en een makkelijke toegang naar het wandelpad naar de Disney Parken. Tot 28 maart 2017 heetten deze Rio Grande kamer, van 29 maart 2017 tot 20 maart 2018 standaard kamer of Texas kamer en van 21 maart 2018 tot eind 2018 Dakota kamer
- Woody's Roundup standaardkamer vlak bij de hotelfaciliteiten: 315 kamers die dicht bij alle hotelfaciliteiten gelegen zijn. Tot 28 maart 2017 heetten deze Buffalo kamers, van 29 maart 2017 tot 20 maart 2018 Buffalo kamer of Texas kamer en van 21 maart 2018 tot eind 2018 Wyoming kamer.

## Restaurant en bar
- Chuck Wagon Cafe is een buffetrestaurant met een aantal gerechten uit het Oude Westen (750 plaatsen).
- In de Red Garter Saloon kan men een drankje drinken.
- Starbucks Coffee.

## Overige activiteiten
- Ponyrijden (tegen betaling en seizoensgebonden).
- General Store – Disney Shop.
- Ontmoetingen met Woody of Jessie.
- Buitenspeeltuin.

## Renovatie
In 2017 werd het hotel gefaseerd gerenoveerd. De kamers kregen een Toy Story thema en het hotel nam afscheid van de stapelbedden. De twee voornaamste redenen hiervoor zijn dat deze stapelbedden moeilijker zijn op te maken en dat er regelmatig ongelukken zijn gebeurd met kinderen.